# Nurbolat Kulimbetov
Nurbolat Kulimbetov (Taraz, 9 de maig de 1992) és un ciclista kazakh. Professional des del 2012 i actualment a l'equip Astana City.

## Palmarès
- 2012
  - Vencedor d'una etapa al Heydar Aliyev Anniversary Tour
- 2014
  - Vencedor d'una etapa a la Volta a la Independència Nacional
- 2015
  - Vencedor d'una etapa al Bałtyk-Karkonosze Tour
- 2016
  - 1r al Gran Premi ISD